# Isländische Badmintonmeisterschaft 1980
Die Isländische Badmintonmeisterschaft 1980 fand vom 29. bis zum 30. März 1980 in der Laugardalshöll in Reykjavík statt. Es war die 32. Auflage der nationalen Titelkämpfe von Island im Badminton.

## Finalresultate
| Disziplin    | Sieger                                                | Finalist                                            | Ergebnis          |
| ------------ | ----------------------------------------------------- | --------------------------------------------------- | ----------------- |
| Herreneinzel | Broddi Kristjánsson                                   | Jóhann Kjartansson                                  | 17-14, 6-15, 15-8 |
| Dameneinzel  | Kristín Magnúsdóttir                                  | Ragnheiður Jónasdóttir                              | 11-3, 11-4        |
| Herrendoppel | Jóhann Kjartansson Broddi Kristjánsson                | Sigurður Kolbeinsson Guðmundur Adolfsson            | 15-13, 5-15, 15-8 |
| Damendoppel  | Kristín Magnúsdóttir Kristín Berglind Kristjánsdóttir | Hanna Lára Palsdóttir Lovísa Sigurðardóttir         | 15-7, 9-15, 15-12 |
| Mixed        | Haraldur Kornelíusson Lovísa Sigurðardóttir           | Jóhann Kjartansson Kristín Berglind Kristjánsdóttir | 15-10, 15-7       |